# St. Oswald bei Haslach
St. Oswald bei Haslach (auch Sankt Oswald bei Haslach) ist eine Gemeinde in Oberösterreich im Bezirk Rohrbach im oberen Mühlviertel. Die Einwohnerzahl beträgt 521 (Stand 1. Jänner 2025). Die Gemeinde liegt im Gerichtsbezirk Rohrbach.

## Geografie
Sankt Oswald bei Haslach liegt auf 658 m Höhe im Oberen Mühlviertel. Die Ausdehnung beträgt von Nord nach Süd 4 und von West nach Ost 4,2 Kilometer. Die Gesamtfläche umfasst 8,1 Quadratkilometer, womit die Gemeinde die drittkleinste des Bezirks ist. Das Gemeindegebiet wird zu 64 Prozent landwirtschaftlich genutzt, 29 Prozent sind bewaldet. Daneben machen Bauflächen, Gärten und Gewässer je 1 bis 2 Prozent der Gemeindefläche aus, der Rest entfällt auf sonstige Flächen (Stand 2011).

### Geologie und Böden
Die Landschaft des Gemeindegebietes ist ein Teil der Böhmischen Masse die auf ein sehr altes Gebirge zurückgeht, dass durch die Variszische Gebirgsbildung im
Paläozoikum (Karbon) entstand. Nach der starken Erodierung des ehemaligen Hochgebirges kam es während der Alpidischen Gebirgsbildung im Tertiär zur Aufhebung des kristallinen Grundgebirges um mehrere 100 Meter, wodurch Brüchen und Störungen entstanden. In weiterer Folge kam es im Tertiär und Quartär zur Ablagerung von Sedimenten. Das Gemeindegebiet selbst ist von Mittelgebirgsformen geprägt, wobei das Gemeindegebiet zum Tal der Großen Mühl auf 510 m ü. A. abfällt. Während der Hauptort St. Oswald mit 658 m ü. A. im mittleren Bereich des Gemeindegebietes liegt, findet sich der höchste Punkt der Gemeinde im Norden mit 750 m ü. A. Als dominate Gesteine finden sich im Gemeindegebiet ältere grobkörnige Granite vom Typus Weinsberger Granit. Er gehört zu den ersten während der Gebirgsfaltung erstarrten Magmaserien, weist eine typische Grobkörnigkeit auf und bedingt einen unruhigen Landschaftscharakter mit raschem Wechsel von Kuppen und Senken. Als Bodentyp findet sich silikatische Braunerde im Gemeindegebiet die leichte bis sehr leichte Böden darstellen. Die Qualität der generell nährstoffarmen Böden ist dabei von der Tiefgründigkeit und der Wasserversorgung abhängig. Die Bodenart ist generell lehmiger
Sand bzw. sandiger Lehm, wobei im Talbereich entlang der Großen Mühl sowie in Gräben, Mulden, an Hangfüssen oder ähnlichem auch Gley zu finden ist.

### Landschaft und Vegetation
Das Gemeindegebiet lässt sich grob in zwei Teilbereiche gliedern. Im Norden und Nordosten findet sich ein stärker besiedeltes Bergland mit vielfältigen Landschaftselementen, im Westen und Südosten hingegen eine strukturarme Agrarzone. Neben den Hauptsiedlungsbereichen weist der nördliche Landschaftsraum große, gemeindeübergreifende und geschlossene Waldflächen auf, die hauptsächlich von Nadelwald bedeckt sind. Hinzu kommen kleine Laubwaldflächen und kleinere Aufforstungsflächen. Des Weiteren existiert in diesem Bereich Grünlandwirtschaft und Ackerbau auf meliorierten Flächen, wobei nur noch wenig extensiv bewirtschaftetes Grünland existieren. Als Strukturelemente bestehen zusätzlich Obstbaumwiesen und -reihen im Bereich der Siedlungsränder sowie vereinzelte Baumreihen entlang von Wegen oder Feldrainen. Im Westen und Südosten des Gemeindegebietes wird intensive landwirtschaftlich genutzt, wobei nur vereinzelte kleinere Siedlungen bestehen. Als Strukturelemente sind nur noch minimale Reststrukturen an den Siedlungsrändern in Form von Obstbaumwiesen vorhanden, wobei die Flurbereinigung zu großflächigen Verlusten an Landschaftselementen sowie Gewässern geführt hat. Große geschlossene Waldflächen (überwiegend Nadelwald) existieren nur noch entlang der Großen Mühl, wobei daneben keine Kleinstwaldflächen bestehen.

### Gemeindegliederung
| Ortsteil                 | 2001 | 2011 |
| ------------------------ | ---- | ---- |
| Almesberg                | 064  | 047  |
| Günterreith              | 052  | 054  |
| Laimbach                 | 048  | 051  |
| Minihof                  | 050  | 047  |
| Morau                    | 011  | 012  |
| Sankt Oswald bei Haslach | 175  | 168  |
| Sattling                 | 077  | 066  |
| Schwackerreith           | 090  | 061  |

Die Gemeinde St. Oswald bei Haslach ist deckungsgleich mit der Katastralgemeinde St. Oswald, wobei sich die Gemeinde in acht Ortsteile gliedert. Der Hauptort der Gemeinde ist das Dorf St. Oswald. Es liegt im Osten des Gemeindegebietes auf 658 Metern Höhe und stellt den einzigen Ortsteil mit mehr als 100 Einwohnern dar. St. Oswald umfasste 2001 insgesamt 57 Gebäude. Umgeben ist St. Oswald von kleinen Rotten und Weilern. Dies sind die Rotte Almesberg (620 m ü. A.) südlich von St. Oswald, die Rotte Laimbach (570 m ü. A.) westlich von St. Oswald und der Weiler Morau im Norden. Almesberg beherbergte 2001 18, Laimbach 14 und Morau vier Gebäude. Im südlichen Gemeindegebiet liegt an der Schlägler Bezirksstraße die Rotte Schwackerreith (570 m ü. A.). Sie umfasste 2001 24 Gebäude und war der zweitgrößte Ortsteil der Gemeinde. Zur Rotte gehörten dabei auch die abseits an der Großen Mühl liegenden Kirche Heiligenstein sowie die Furtmühle. Ebenfalls an der Schlägler Bezirksstraße, jedoch im Nordwesten des Gemeindegebietes liegt der Weiler Minihof(560 m ü. A.), zu dem 2001 12 Gebäude gehörten. Nordöstlich von Minihof liegt zudem die Rotte Sattling (570 m ü. A.), nördling die Rotte Günterreith (650 m ü. A.). Sattling umfasste 2001 insgesamt 22 Gebäude, Günterreith hatte 15 Gebäude.
Das Gemeindegebiet umfasst folgende Ortschaften (in Klammern Einwohnerzahl Stand 1. Jänner 2025):
- Almesberg (55)
- Günterreith (57)
- Laimbach (47)
- Minihof (48)
- Morau (14)
- Sankt Oswald bei Haslach (173)
- Sattling (56)
- Schwackerreith (71)

### Nachbargemeinden
| Aigen-Schlägl |                                             | Přední Výtoň           |
|               | Kompassrose, die auf Nachbargemeinden zeigt |                        |
| Rohrbach-Berg |                                             | Lichtenau im Mühlkreis |

## Geschichte
Urkundlich belegt ist die Gründung der Pfarre St. Oswald am 25. Juli 1261. Von 1494 bis etwa zum Ersten Weltkrieg war die Ortsbezeichnung St. Oswald am Windberg üblich.
Ursprünglich unter der Lehnshoheit der Passauer Bischöfe, war der Ort während der Napoleonischen Kriege mehrfach u. a. von Bayern besetzt. Seit 1814 gehört der Ort endgültig zu Oberösterreich.
Nach dem Anschluss Österreichs an das Deutsche Reich am 13. März 1938, gehörte der Ort zum Gau Oberdonau. Nach 1945 erfolgte die Wiederherstellung Oberösterreichs.
Sankt Oswald war ab 1850 Teil des Gerichtsbezirks Haslach, der 1923 aufgelöst wurde. Sankt Oswald wurde in der Folge dem Gerichtsbezirk Aigen zugewiesen. Nachdem 2003 auch dieser Gerichtsbezirk aufgelöst worden war, wurde die Gemeinde Teil des Gerichtsbezirk Rohrbach.

## Bevölkerung

### Bevölkerungsstruktur
2013 lebten in der Gemeinde St. Oswald 496 Menschen, womit St. Oswald die fünftkleinste Gemeinde des Bezirks war. Bezogen auf die Bevölkerungsdichte lag St. Oswald hingegen im Mittelfeld der Gemeinden des Bezirks lag. Ende 2001 waren 98,9 Prozent der Bevölkerung österreichische Staatsbürger (Oberösterreich 92,8 Prozent, Bezirk Rohrbach 96,9 Prozent), bis zum Jahresbeginn 2013 veränderte sich der Wert mit 98,4 Prozent (Oberösterreich 91,1 Prozent, Bezirk Rohrbach 96,9 Prozent) kaum. Insgesamt wurden 2013 in der Gemeinde nur acht Ausländer gezählt, die ausschließlich aus Europa stammten. Zur römisch-katholischen Kirche bekannten sich 2001 97,5 Prozent der Einwohner (Oberösterreich: 79,4 Prozent) und 2,1 Prozent ohne Bekenntnis.
Der Altersdurchschnitt der Gemeindebevölkerung lag 2001 unter dem Landesdurchschnitt. 21,2 Prozent der Einwohner von St. Oswald waren jünger als 15 Jahre (Oberösterreich: 18,8 Prozent), 63,0 Prozent zwischen 15 und 59 Jahre alt (Oberösterreich: 61,6 Prozent). Der Anteil der Einwohner über 59 Jahre lag mit 15,9 Prozent deutlich unter dem Landesdurchschnitt von 20,2 Prozent. Der Altersdurchschnitt der Bevölkerung von St. Oswald veränderte sich in der Folge in allen Segment stark. Der Anteil der unter 15-Jährigen sank per 1. Jänner 2013 auf 12,5 Prozent, während sich der Anteil der Menschen zwischen 15 und 59 Jahren auf 74,0 Prozent deutlich erhöhte. Der Anteil der über 59-Jährigen sank hingegen auf 13,5 Prozent. Nach dem Familienstand waren 2001 53,6 Prozent der Einwohner von St. Oswald ledig, 39,2 Prozent verheiratet, 4,6 Prozent verwitwet und 2,6 Prozent geschieden.

### Bevölkerungsentwicklung
Die Gemeinde St. Oswald verzeichnete zwischen dem späten 19. Jahrhundert und der Mitte des 20. Jahrhunderts eine negative Bevölkerungsentwicklung, wobei die Einwohnerzahl von rund 600 Einwohnern auf knapp über 400 Einwohner schrumpfte. Die Schrumpfung der Einwohnerzahl war dabei zwischen 1880 und 1910 besonders stark, danach kam es bis 1939 nur noch zu einem kleinen Bevölkerungsminus. In der Folge begann die Einwohnerzahl von St. Oswald bis 1951 zu steigen, stagnierte danach in den 1950er Jahren und stieg in der Folge neuerlich bis 1991 an. Im Jahr 1991 lebten dadurch fast genauso viele Menschen in der Gemeinde wie 1869. Seit dem Jahr 1991 verzeichnet die Gemeinde jedoch erneut Bevölkerungsverluste. Während die Gemeinde in den 1970er Jahren noch eine ausgeglichene Wanderungsbilanz aufwies und auf Grund des Geburtenüberschusses an Bevölkerung gewann, setzte ab den 1980er Jahren eine Abwanderungsbewegung ein. Diese war in den 1980er Jahren noch gering und konnte durch den Geburtenüberschuss mehr als ausgeglichen werden. In den 1990er Jahren war die Abwanderung hingegen schon etwa genauso groß wie der Geburtenüberschuss. Da die Abwanderung seit 2001 stark gestiegen ist und der Geburtenüberschuss vergleichsweise geringer ausfiel als in den Jahrzehnten davor, schrumpft die Einwohnerzahl von St. Oswald seit 2001 wieder zusehends.

## Kultur und Sehenswürdigkeiten

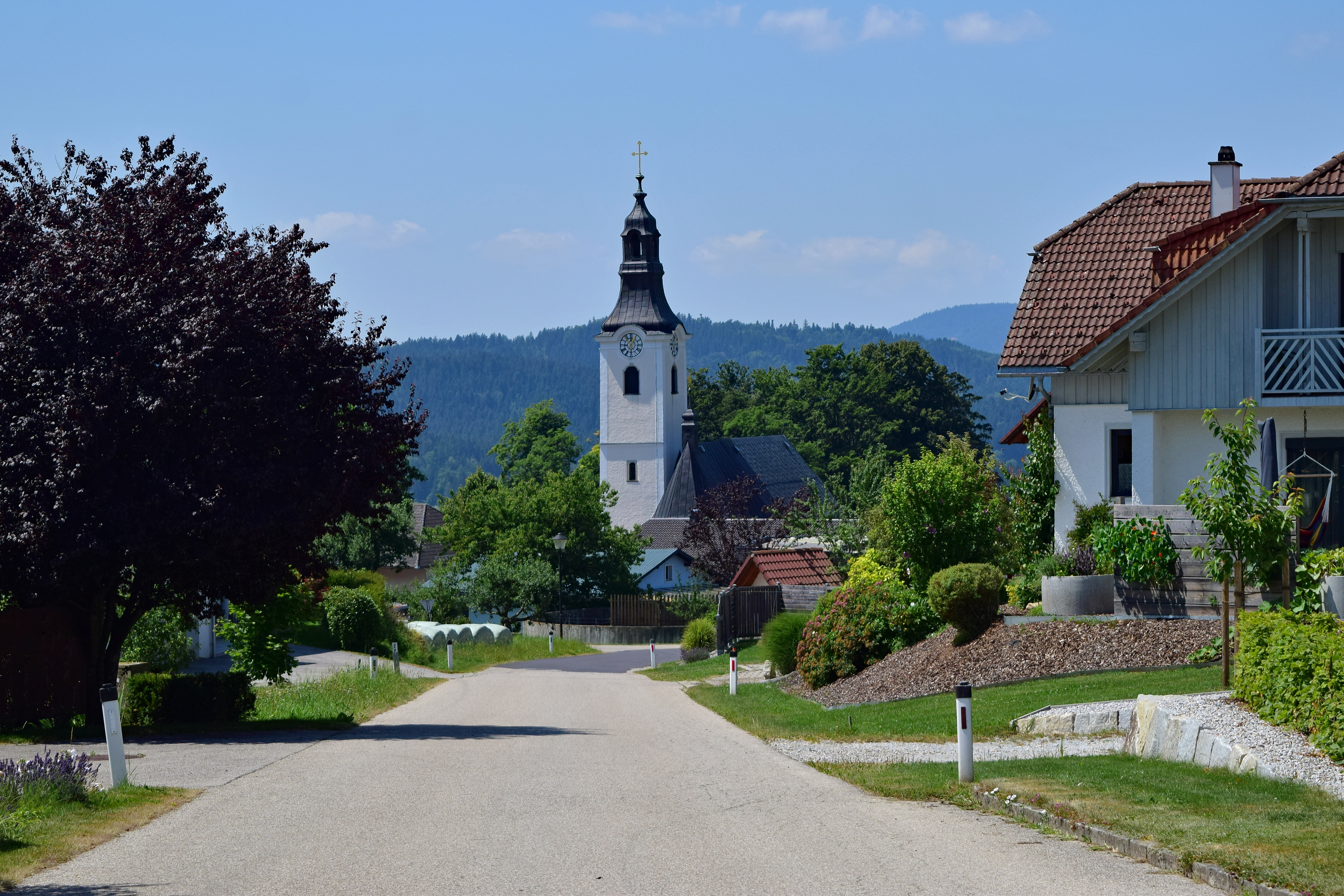
Katholische Pfarrkirche

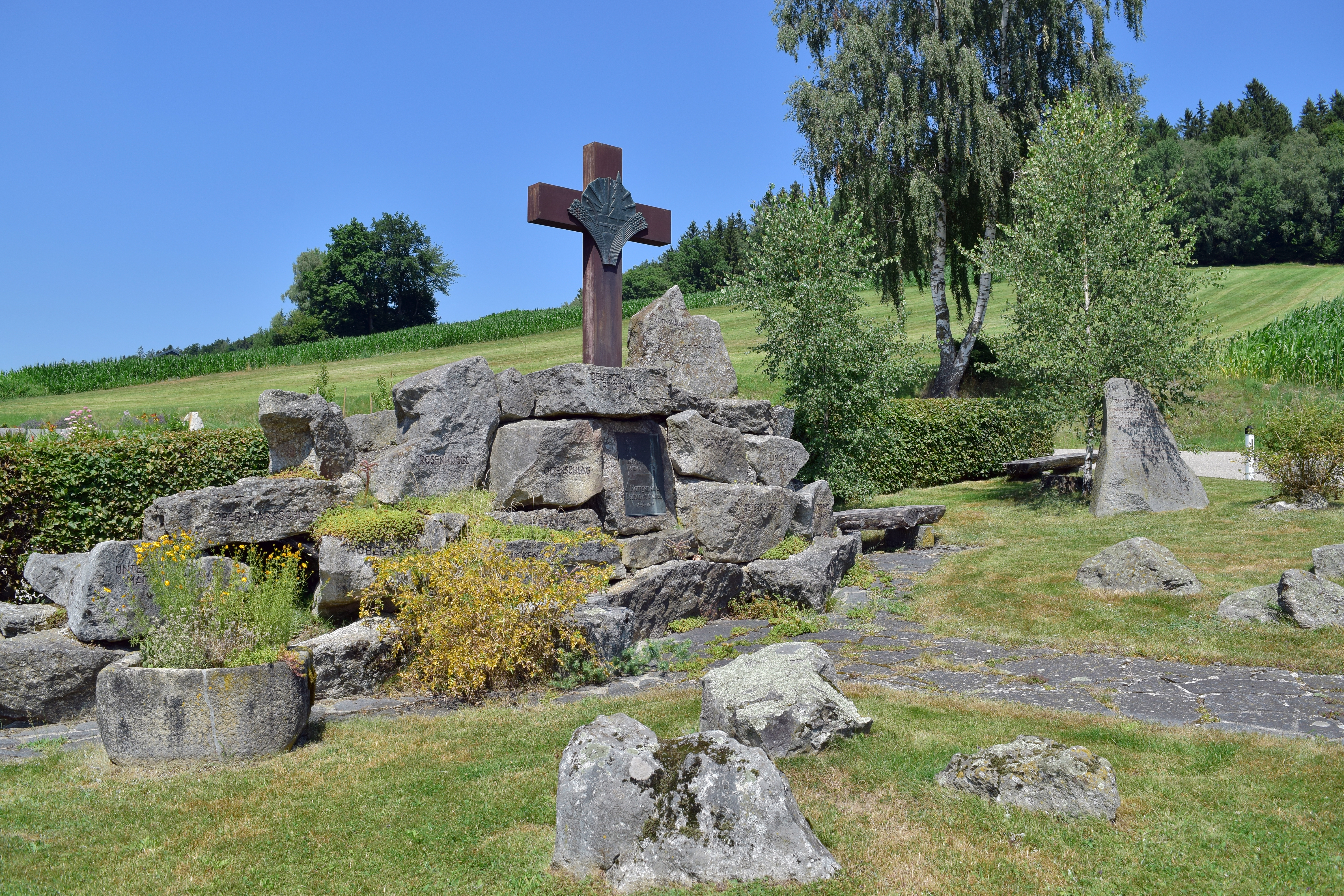
Vertriebenendenkmal

- Katholische Pfarrkirche St. Oswald bei Haslach
- Vertriebenendenkmal, bestehend aus 14 Granitsteinen, die die Namen der verschwundenen Orte der Pfarrgemeinde Deutsch Reichenau tragen
- Burgruine Morau

## Wirtschaft und Infrastruktur

### Arbeitsstätten und Beschäftigte
St. Oswald beherbergte 2001 keinen Betrieb mit 20 oder mehr Beschäftigten. Insgesamt ergab die im Rahmen der Volkszählung durchgeführte Arbeitsstättenzählung nur 14 Arbeitsstätten mit 60 Beschäftigten (ohne Landwirtschaft), wobei 82 Prozent unselbständig Beschäftigte waren. Die Anzahl der Arbeitsstätten war dabei gegenüber dem Jahr 1991 um fünf (plus 56 Prozent) gestiegen, die Anzahl der Beschäftigten um 25 Personen (plus 71 Prozent). Auf Grund der geringen Anzahl an Arbeitsstätten gab es 2001 keinen dominierenden Wirtschaftszweig. Im Unterrichtswesen waren 12 Personen beschäftigt, in der öffentlichen Verwaltung, dem Beherbergungswesen und Gaststättenwesen sowie dem Handel je 11 Personen. 55 Prozent der in St. Oswald Beschäftigten waren Angestellte oder Beamte, 20 Prozent Arbeiter und 15 Prozent Betriebsinhaber.
Von den in St. Oswald 2010 lebenden 305 Erwerbspersonen waren 5,6 Prozent arbeitslos. Von den 288 Erwerbstätigen waren 58 in der Sachgütererzeugung (20 Prozent), 44 im Bauwesen (15 Prozent) und 41 im Handel (14 Prozent) beschäftigt. Weitere wichtige Branchen waren das Gesundheits- und Sozialwesen mit 11 Prozent, die Land- und Forstwirtschaft mit 8 Prozent und die Öffentliche Verwaltung 7 Prozent der Erwerbstätigen. Von den 264 Erwerbstätigen aus St. Oswald (ohne temporär von der Arbeit abwesende Personen erwerbstätigen Einwohnern) gingen 2010 nur 54 Personen in St. Oswald ihrer Beschäftigung nach. 210 bzw. 80 Prozent mussten zur Arbeit auspendeln. Von den Auspendlern hatten 27 Prozent ihre Arbeitsstätte in der Landeshauptstadt Linz und 54 Prozent im Bezirk Rohrbach, wobei die Bezirkshauptstadt Rohrbach und die Gemeinde Haslach an der Mühl zu den wichtigsten Auspendlergemeinden gehörten. Im Gegenzug pendelten nur 26 Menschen nach St. Oswald ein, wobei 85 Prozent aus dem Bezirk Rohrbach stammten.

### Bildung
St. Oswald verfügt im Pflichtschulbereich über eine Volksschule und für die frühkindliche Bildung über einen Kindergarten.

## Politik

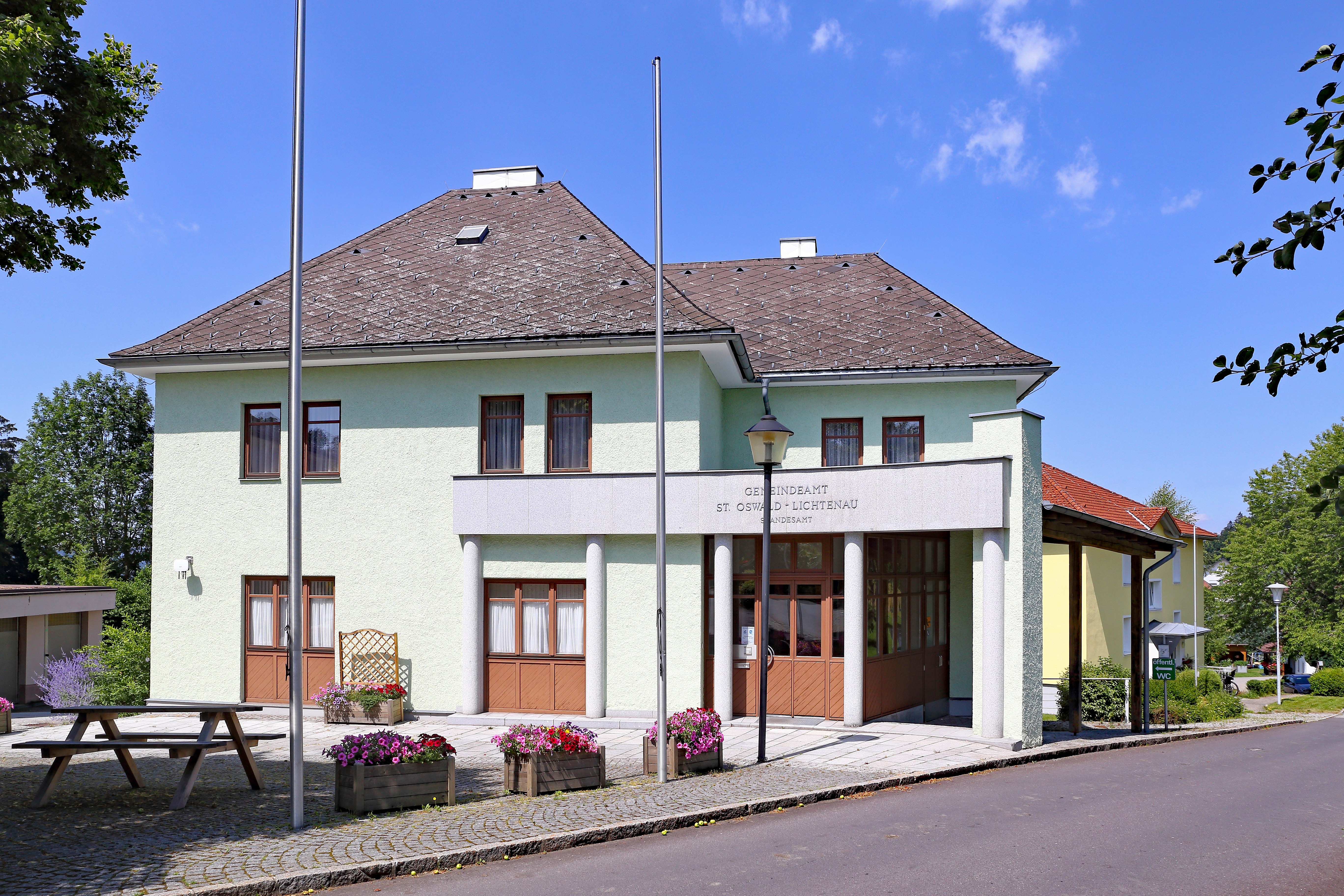
Gemeindeamt

### Gemeinderat
Der Gemeinderat als oberstes Gremium der Gemeinde umfasst 13 Sitze und wird alle sechs Jahre im Zuge oberösterreichweiter Gemeinderatswahlen gewählt. Der Gemeindevorstand setzt sich aus drei Mitgliedern zusammen, wobei die Österreichische Volkspartei (ÖVP) mit dem Bürgermeister und dem Vizebürgermeister zwei Mitglieder und die Sozialdemokratische Partei Österreichs (SPÖ) ein Mitglied stellt.
Stärkste Fraktion im Gemeinderat von St. Oswald ist seit jeher die ÖVP, die zwischen 1973 und 2009 immer die absolute Stimmen- und Mandatsmehrheit erzielen konnte. Bis 1985 war die ÖVP sogar die einzige Partei, die in St. Oswald kandidierte, weshalb sie bis zu diesem Jahr auch alle Gemeinderäte stellte. Erst bei der Gemeinderatswahl 1991 kandidierte mit der SPÖ eine zweite Partei. Die SPÖ erreichte bei ihrem ersten Antreten 1991 28,5 Prozent, und konnte bei den folgenden Jahren zwischen 37 und 41 Prozent erreichen. Die ÖVP erzielte demzufolge zwischen 1991 und 2009 zwischen 59 und 72 Prozent. Bei der Gemeinderatswahl 2009 kam die ÖVP auf 59,4 Prozent bzw. acht Mandate, die SPÖ erzielte mit 40,6 Prozent ihr bisher bestes Ergebnis bzw. fünf Mandate.
- Mit den Gemeinderats- und Bürgermeisterwahlen in Oberösterreich 1997 hatte der Gemeinderat folgende Verteilung: 8 ÖVP und 5 SPÖ.[12]
- Mit den Gemeinderats- und Bürgermeisterwahlen in Oberösterreich 2003 hatte der Gemeinderat folgende Verteilung: 8 ÖVP und 5 SPÖ.[13]
- Mit den Gemeinderats- und Bürgermeisterwahlen in Oberösterreich 2009 hatte der Gemeinderat folgende Verteilung: 8 ÖVP und 5 SPÖ.[14]
- Mit den Gemeinderats- und Bürgermeisterwahlen in Oberösterreich 2015 hatte der Gemeinderat folgende Verteilung: 8 ÖVP, 4 SPÖ und 1 FPÖ.[15]
- Mit den Gemeinderats- und Bürgermeisterwahlen in Oberösterreich 2021 hat der Gemeinderat folgende Verteilung: 6 ÖVP, 5 SPÖ und 2 FPÖ.[16]

### Bürgermeister
Der Bürgermeister wird seit 1997 in einer Direktwahl bestimmt, wobei es bei keiner absoluten Mehrheit für einen Kandidaten zu einer Stichwahl kommt. Bei den bisherigen Bürgermeisterdirektwahlen konnte sich jeweils die ÖVP durchsetzen.
Bürgermeister seit 1850 waren:
- 1850–1858 Eugen Sammer
- 1858–1862 Mathias Obermüller
- 1862–1870 Josef Laher (Lacher)
- 1870–1873 Mathias Haselgruber
- 1873–1876 Oswald Haselgruber
- 1876–1879 Alois Laher
- 1879–1882 Alois Haselgruber
- 1882–1894 Oswald Haselgruber
- 1894–1897 Johann Brandl
- 1897–1900 Friedrich Prieschl
- 1900–1903 Josef Obermüller
- 1903–1913 Johann Haslgruber
- 1913–1924 Oswald Haslgruber
- 1924–1933 Alois Ilk
- 1933–1942 Johann Brandl
- 1942–1945 Heinrich Oeppinger
- 1945–1950 Johann Brandl
- 1950–1955 Johann Mandl
- 1955–1961 Johann Haselgruber
- 1961–1986 Paul Raab
- 1986–1997 Friedrich Stelzer
- 1997–2003 Berthold Haselgruber
- 2003–2020 Paul Mathe (ÖVP)
- seit 2020 Heidemarie Silber (ÖVP)

### Wappen
Offizielle Beschreibung des Gemeindewappens: Erniedrigt geteilt; oben in Silber ein schwarzer, linksgewendeter Rabe mit einem roten Ring im Schnabel, unten in Blau ein silberner Pfahl. Die Gemeindefarben sind Blau-Weiß.
Das Gemeindewappen wurde 1978 durch die oberösterreichische Landesregierung verliehen. Der Rabe steht als Attribut des hl. Oswald für den Pfarrpatron und Namensgeber des Ortes. Der silberne Pfahl verweist auf die im Gemeindegebiet verlaufende Wasserscheide zwischen Nordsee (Elbe) und Schwarzem Meer (Donau) sowie die Salzstraße, die hier von der Donau nach Böhmen führte.

## Persönlichkeiten

### Ehrenbürger der Gemeinde
- Franz Gumpenberger (* 1943), Jurist, Moderator und Heimatforscher
- Josef Ratzenböck (* 1929), Alt-Landeshauptmann von Oberösterreich